# Hruševec
Hruševec je naselje v Občini Šentjur.